# Condado de Brazos
El condado de Brazos es uno de los 254 condados del estado estadounidense de Texas. La sede del condado es Bryan, al igual que su mayor ciudad. El condado tiene un área de 1.529 km² (de los cuales 12 km² están cubiertos por agua) y una población de 152.415 habitantes, para una densidad de población de 100 hab/km² (según censo nacional de 2000). Este condado fue fundado en 1841.

## Demografía
Según el censo de 2000, había 152.415 personas, 55.202 cabezas de familia, y 30.416 familias residiendo en el condado. La densidad de población era de 260 habitantes por milla cuadrada.
La composición racial del condado era:
- 74,45% blancos
- 10,72% negros o negros americanos
- 0,36% nativos americanos
- 4,01% asiáticos
- 0,07% isleños
- 8,42% otras razas
- 1,97% de dos o más razas.

Había 55.202 cabezas de familia, de las cuales el 27,90% tenían menores de 18 años viviendo con ellas, el 41,30% eran parejas casadas viviendo juntas, el 10,00% eran mujeres cabeza de familia monoparental (sin cónyuge), y 44,90% no eran familias.
El tamaño promedio de una familia era de 3,16 miembros.
En el condado el 21,50% de la población tenía menos de 18 años, el 32,00% tenía de 18 a 24 años, el 26,00% tenía de 25 a 44, el 13,80% de 45 a 64, y el 6,70% eran mayores de 65 años. La edad promedio era de 24 años. Por cada 100 mujeres había 102,10 hombres. Por cada 100 mujeres mayores de 18 años había 100,30 hombres.

## Economía
Los ingresos medios de una cabeza de familia del condado eran de US$ 29.104 y el ingreso medio familiar era de US$ 46.530. Los hombres tenían unos ingresos medios de US$ 32.864 frente a US$ 24.179 de las mujeres. El ingreso per cápita del condado era de US$ 16.212. El 14,00% de las familias y el 26,90% de la población estaban debajo de la línea de pobreza. Del total de gente en esta situación, 21,60% tenían menos de 18 y el 10,30% tenían 65 años o más.